# Jules Roche

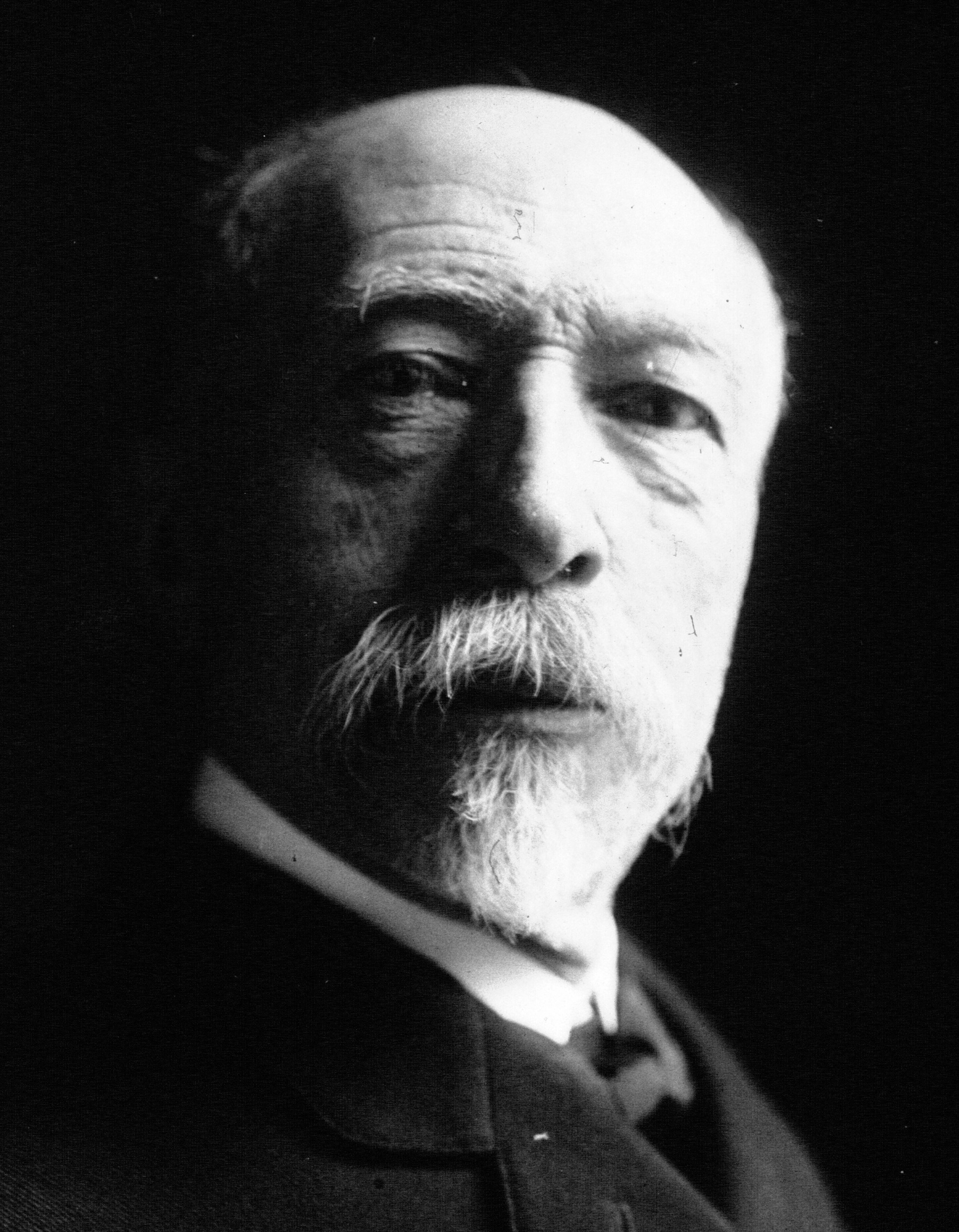
Jules Roche 1913.

Jules Antoine Roche, född den 22 maj 1841 i Serrières (departementet Ardèche), död den 8 april 1923 i Paris, var en fransk politiker.
Roche studerade juridik i Paris och blev advokat i Lyon. Ivrig motståndare till kejsardömet, uppträdde han 1868 som oppositionell landstingsmannakandidat i Ardèche, blev 1870 generalsekreterare där, men måste avgå 1871. Han idkade därefter politiskt skriftställeri och bosatte sig 1876 i Paris, där han bland annat medarbetade i "Petit Parisien", "Siècle", "Rappel" och Clemenceaus tidning "Justice". År 1879 vald till stadsfullmäktig, slöt han sig till yttersta vänstern och förfäktade med hänsynslöshet en antiklerikal politik. År 1881 blev han vice ordförande i Paris stadsfullmäktige och samma år deputerad. I kammaren uppträdde han också med stor hänsynslöshet som antiklerikal, påyrkade bland annat ärkebiskopars och biskopars avsättning, borttagande av religiösa emblem från domstolarna, sekularisering av kongregationernas egendom med mera. 
Redan i början av sin parlamentariska bana insattes han i budgetkommissionen, där han 1886 och 1889 var "rapportör". Hans övergång 1883 från yttersta vänstern till "union républicaine" väckte stor uppmärksamhet. Alltjämt högt uppskattad som en statsfinansiell auktoritet, blev han 1886 medlem av statens järnvägsråd och 1890 handelsminister i Freycinets fjärde kabinett och kvarstod även under den därpå följande Loubet till den 6 december 1892. Under striderna om tullpolitiken denna tid gjorde han endast ett lamt motstånd mot protektionismen. Även Roche blev invecklad i Panamaaffären, men komprometterades inte av detta. Han omvaldes till deputerad fram till 1919 och gjorde sin finansiella auktoritet gällande vid olika tillfällen. Inte minst verkade han till de svagare skattebetalarnas fromma genom organiseringen av "La ligue des contribuables" ("de skattskyldigas förening"), vars president han länge var.